# Het geheim van Elisa Davis - deel 1
Het geheim van Elisa Davis - deel 1 (Frans: Le secret d'Elisa Davies, t.1) is het 34e album uit de Belgische stripreeks Roodbaard naar een scenario van Christian Perrissin en getekend door Marc Bourgne. Het stripalbum werd in 2001 uitgebracht en is een rechtstreeks vervolg op #33: Het pad van de Inca.

## Het verhaal
Na het debacle in Machu Picchu, waar Roodbaard stierf, zijn Erik, Driepoot, Baba en Anny in Lima beland. Van hieruit zijn ze naar Midden-Amerika gevaren en van daaruit trekken ze over land naar Puerto Bello. Tijdens de lange reis vertelt Anny over haar jeugd en hoe ze Roodbaard heeft leren kennen. Anny Read heette toen nog Elisa Davis.
Elisa Davis' vader Joshua stierf toen ze nog jong was, waarna haar moeder Ann alleen hun herberg The Sea Dragon uitbaatte. Hierbij kreeg ze veel tegenwerking van de heer van Kernevac, baron Meade Falkner. Uiteindelijk moeten ze het dorp uit vluchten en in een grot vertelt haar moeder Elisa eindelijk de waarheid over haar vader, Falkner en de rest. Vele mannen uit Kernevac blijken smokkelaars te zijn, onder leiding van de baron. Elisa's vader was ook smokkelaar en verdronk tijdens het overzetten van smokkelwaar. Wanneer Elisa wordt betrapt met wrakhout wordt ze door soldaten aangehouden. Ze vertelt hun over Falkners smokkelpraktijken en mag dan gaan. Terug in de grot vertelt ze hierover aan haar moeder, die razend wordt: niet alleen Falkner zal worden opgepakt, maar ook vele dorpelingen, die allemaal wegens smokkelen zullen worden opgehangen. Ann Davis probeert de mannen te waarschuwen, maar het is al te laat: de soldaten zijn al gearriveerd. Falkner kan met een boot vluchten en merkt Ann op. Hij schiet haar voor Elisa's ogen dood en vlucht de zee op.
Elisa trekt naar Bristol, waar een oude vriend van haar moeder de herberg The Long View heeft. Deze Pew vertelt haar dat Ann haar stiefmoeder was, en dat ze eigenlijk Ann Bonny heette en uit Cork kwam. Wanneer Elisa meer over haar wil weten verwijst hij haar naar een man die in de achterkamer zit. Hier ontmoet Elisa Roodbaard.

## Kernevac
Dit is pas het tweede Roodbaard-album met fictieve locaties (na Dodemanseiland). Kernevac is een fictief plaatsje in Cornwall en ligt aan de niet bestaande Moonfleet Bay. Deze naam van deze baai komt uit het boek Moonfleet van de Engelse schrijver J. Meade Falkner, dat in 1955 onder dezelfde naam verfilmd werd door de Duitse cineast Fritz Lang. Het verhaal van Het geheim van Elisa Davis lijkt veel op het verhaal van Moonfleet en de heer van Kernevac is baron Meade Falkner, de naam van de schrijver van Moonfleet.